# Вотсонвил (Калифорнија)
Вотсонвил (енгл. Watsonville) град је у америчкој савезној држави Калифорнија. По попису становништва из 2010. у њему је живело 51.199 становника.

## Демографија
Према попису становништва из 2010. у граду је живело 51.199 становника, што је 6.934 (15,7%) становника више него 2000. године.
| Група             | 2000.          | 2010.          |
| Белци             | 8.574 (19,4%)  | 7.038 (13,7%)  |
| Афроамериканци    | 334 (0,8%)     | 358 (0,7%)     |
| Азијати           | 1.455 (3,3%)   | 1.664 (3,3%)   |
| Хиспаноамериканци | 33.254 (75,1%) | 41.656 (81,4%) |
| Укупно            | 44.265         | 51.199         |